# ローザンヌ-エシャラン-ベルヒャー鉄道Be4/8 31-36形電車

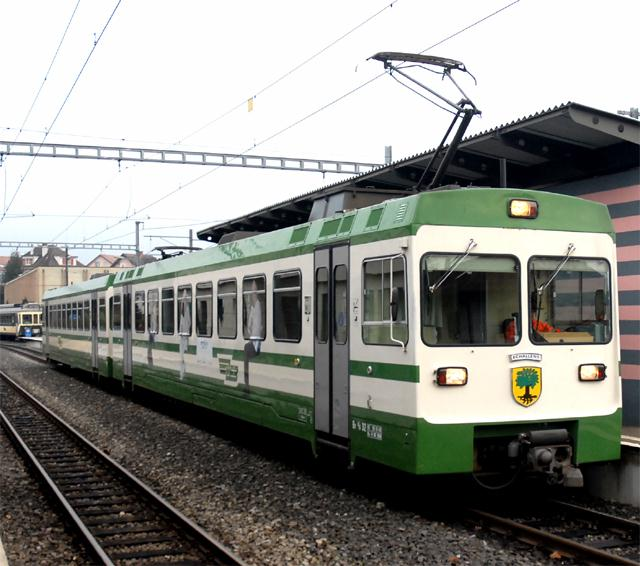
Be4/8 32号機、エシャラン駅

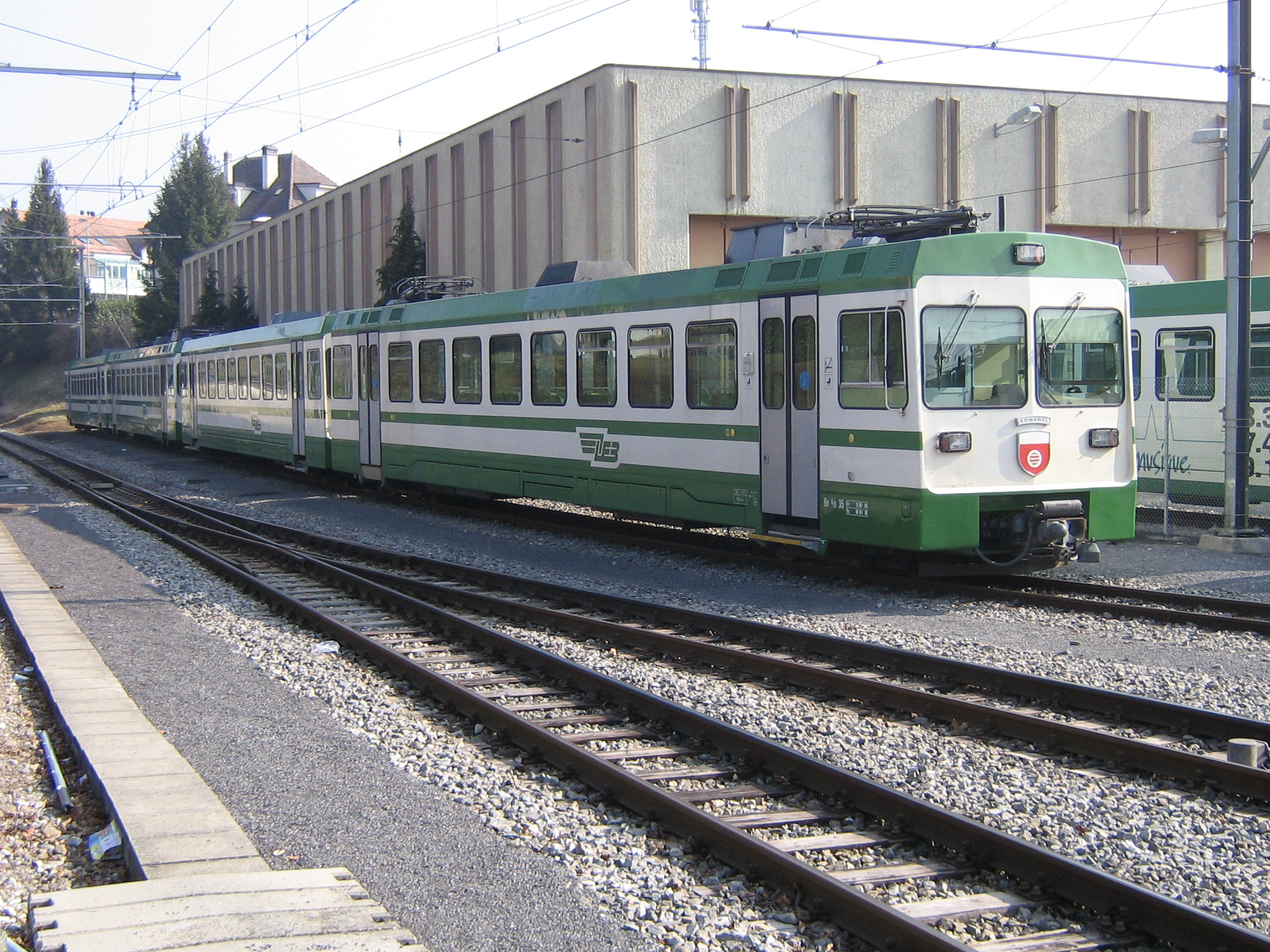
Be4/8 35号機と33号機の重連、第3世代の35号機は側面窓が固定式と開閉式の混成

ローザンヌ-エシャラン-ベルヒャー鉄道Be4/8 31-36形電車(ローザンヌ-エシャラン-ベルヒャーてつどうBe4/8 31-36がたでんしゃ)は、スイス西部の私鉄であるローザンヌ-エシャラン-ベルヒャー鉄道（Chemin de fer Lausanne-Échallens-Bercher (LEB)）で使用される都市近郊鉄道用電車である。

## 概要
1916年から1921年にかけてスイス西部レマン湖畔のスイス西部レマン湖畔に位置するフランス語圏有数の大都市であるローザンヌから北方へ約24kmの路線でベルヒャーに至るローザンヌ-エシャラン-ベルヒャー鉄道では、スイス私鉄で一般的な電車が客車列車を牽引する列車で運行がなされていたが、ローザンヌ市街の発展に伴い、列車の増発とそれに必要な機材の近代化が必要となり、用意された2両固定編成の2等電動車と同形の制御客車のセットが本形式であるBe4/8 31-36形であり、1985年と1991年にそれぞれ3編成、6両ずつ導入されて旧型電車の置換えと輸送力の増強を図っている。スイスでは古くからいくつかの私鉄と車両メーカーが共同で同一設計や共通設計の電車を導入する事例が多く存在していたが、本形式もスイス西部のヴェヴェイを本拠地とする車両メーカーであるACMVがスイス各地の私鉄に導入していたモジュール構造を採り入れた1000mm軌間用標準型電車シリーズの1つであり、本形式はその中でも通常は別形式として製造される電動車と制御客車を本シリーズでは唯一の固定編成としたことが特徴であり、車体、機械部分、台車をACMVが、電機部分、主電動機はBBCもしくはその後身であるABBが担当して製造されており、電動車1時間定格出力808kWを発揮する都市近郊列車用機であり、機番と製造年、製造所、機体名は下記のとおりである。
- 31 - 1985年 - ACMV/BBC - Lausanne
- 32 - 1985年 - ACMV/BBC - Échallens
- 33 - 1985年 - ACMV/BBC - Bercher
- 34 - 1991年 - ACMV/ABB - Prilly
- 35 - 1991年 - ACMV/ABB - Romanel
- 36 - 1991年 - ACMV/ABB - Cheseaux

機体名/エンブレム一覧
31号機 Lausanne
32号機 Echallens
33号機 Bercher
34号機 Prilly
35号機 Romanel
36号機 Cheseaux

## 仕様

### 車体・走行機器

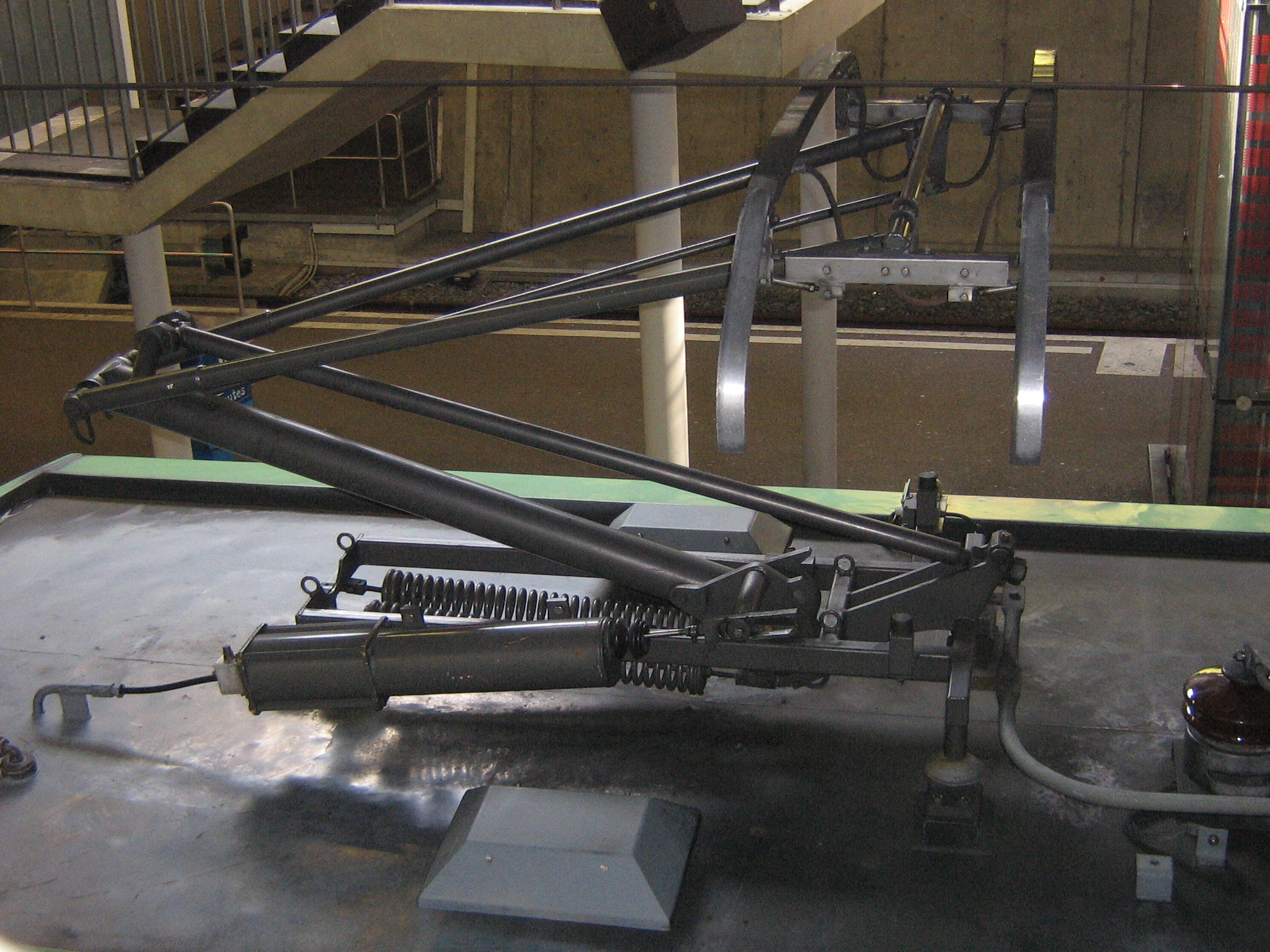
Be4/8 31-36形の集電装置

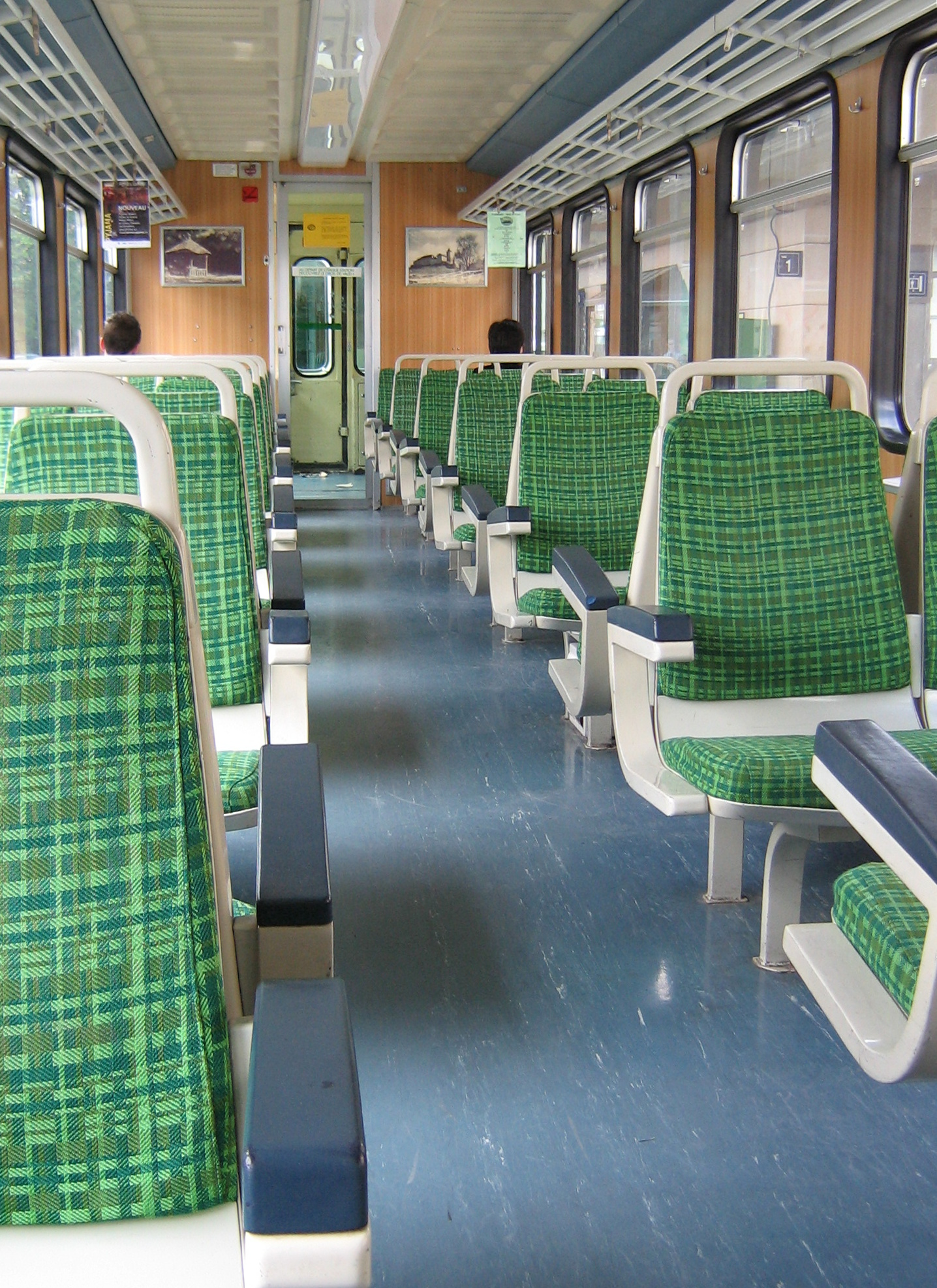
Be4/8 31号機の室内、運転室側から連結面側を見た様子

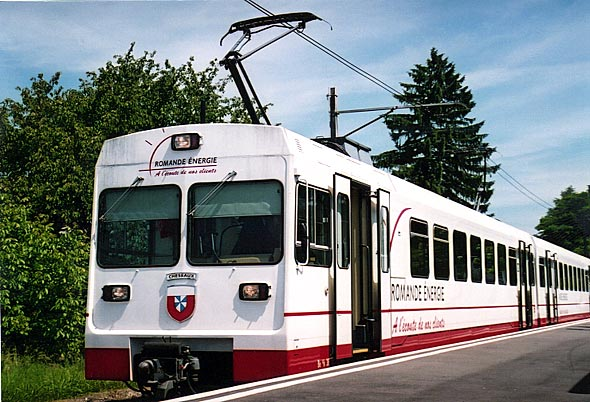
広告塗装となったBe4/8 36号機

- 車体は両運転台式で、ACMV標準形電車のうちの正面非貫通式タイプとなっており、本シリーズ共通の屋根肩部を斜めに落とし、正面を切妻とした角ばった車体スタイルに加えて、第2世代以降の特徴である正面の外周部を一段張り出させたいわゆる「額縁スタイル」となっている。正面はわずかに後退角の付いた2面折妻で、本シリーズ初の貫通扉のない2枚窓のスタイルで、貫通扉上部と下部左右の3箇所に角型の前照灯と標識灯のユニットが設置されている。連結器は車体取付で空気管と電気回路も同時に接続できる都市近郊鉄道用の+GF+式[4]自動連結器で、先頭部の台車前部に大型のスノープラウが設置されているほか、側面の車体下部には床下機器カバーが設置されており、車体デザインをシンプルなものとしている。
- 車体内は動力車は前位側から長さ1610mmの運転室、乗降口とデッキ、1605mmの機器室、11200mmの2等室、乗降口とデッキ、1610mmの妻部客室の構成、制御客車は同じく前位側から動力車は前位側から長さ1610mmの妻部客室、乗降口とデッキ、12800mmの2等室、乗降口とデッキ、1610mmの運転室の構成となっており、窓扉配置は１D8D1+1D71D1（制御客車：運転室窓-乗降扉-2等室窓-乗降扉-妻部客室窓+動力車：妻部客室-乗降扉-2等室窓-機器室部デッキ窓-乗降扉-運転室窓）、客室窓は幅1200mm、高さ950mmの大型の上部内開式、乗降扉は幅1250mm（開口幅1100mm）の両開式プラグドアとなっており、乗降口には1段の乗降扉連動の折畳式ステップと1段の固定ステップが設置されて床面高960mmのデッキおよび客室へつながっている。
- 座席はシートピッチ1600mmで2+2列の4人掛けで幅1004mm、1名分ずつ独立した形状の固定式クロスシートがそれぞれ動力車は7ボックス、制御客車で8ボックス設置されて座席定員が動力車56名、制御客車64名となっており、室内は天井が白、壁面が木目調の茶色、床面が青で、座席は緑色ベースのチェック柄付きのモケット貼りである。
- 第3世代のBe4/8 34-36号機の車体はBe4/8 31-33号機と同一であるが、動力車の機器室側の1ボックス分の座席を撤去し、デッキと客室の仕切壁を移設して立席スペースとなって、この部分の窓は上部内開式となっているほか、客室の開閉可能窓が片側2箇所ずつで他の窓は固定窓となっている。
- 運転室は左側運転台でデスクタイプの運転台の右側にブレーキ弁が、左側にマスターコントローラーを設置しており、運転室横の窓は引違い式で電動式のバックミラーが設置されている。連結面側妻面は貫通型の運転台側前面と同一形態で前照灯、ウインドワイパー等を撤去したのみの形態で連結幌は設置されず、塗装も同一となっている。この部分の客室内も運転室の機器を撤去して補助席を設置し、運転室側面窓を客室窓に置き換えた構造となっている。また、屋根上は、動力車両端部にシングルアーム式のパンタグラフを設置、車体機器室上部に高速度遮断器箱を、動力車、制御客車ともに車体中央部に換気装置を設置している。
- 制御装置はBBC製で本シリーズ共通の電気方式直流1200-1500Vに対応したチョッパ制御方式で主要機器は車体内機器室と床下に設置されており、4基の直流主電動機を駆動して1時間定格出力808kW、連続定格出力752kWの性能を発揮するほか、電気ブレーキとして回生ブレーキを装備している。動台車は鋼板溶接組立て式のTyp M 84で固定軸距2400mm、動輪径750mm、枕ばね、軸ばねともにコイルばね、軸箱支持方式は円筒案内式となっている。主電動機は台車枠にレール方向に装荷され、そこからゴムカップリングと中空軸、ベベルギアを経て動輪に伝達される方式で。減速比は1:5.80に設定されているほか、冷却気は屋根肩部のルーバーから採り入れられ、基礎ブレーキ装置はディスクブレーキ、台車中央下部レール面上に電磁吸着ブレーキを装備している。
- 車体塗装は白をベースに車体上部と下部および側面窓下部の帯を緑色として、側面下部中央右寄にローザンヌ-エシャラン-ベルヒャー鉄道のマークを入れたもので、正面窓下に機体名のエンブレムが設置されている。このほか、形式名および機番は車体側面編成右端側下部に入り、側面乗降扉は銀、屋根および屋根上機器がライトグレー、床下機器と台車がダークグレーである。また、多くの機体に広告塗装が施されている。

### 主要諸元
- 軌間：1000mm
- 電気方式：DC1500V架空線式
- 軸配置：Bo'Bo'+2'2'
- 最大寸法：全長20250×2mm、車体幅2650mm、全高4200mm、屋根高3505mm
- 軸距：2400mm（動台車）
- 台車中心間距離：11400mm
- 動輪径：750mm
- 従輪径：750mm
- 自重：33.5+21t
- 定員：2等座席56+64名、補助席・立席214名（Be4/8 31-33号機）、48+64名、補助席・立席236名（Be4/8 34-36号機）
- 走行装置
  - 主電動機：直流電動機×4台（1時間定格出力：808kW、回転数1993rpm、連続定格出力752kW）
  - 減速比：5.80
- 最高速度：80km/h
- ブレーキ装置：回生ブレーキ、空気ブレーキ、手ブレーキ

## 運行

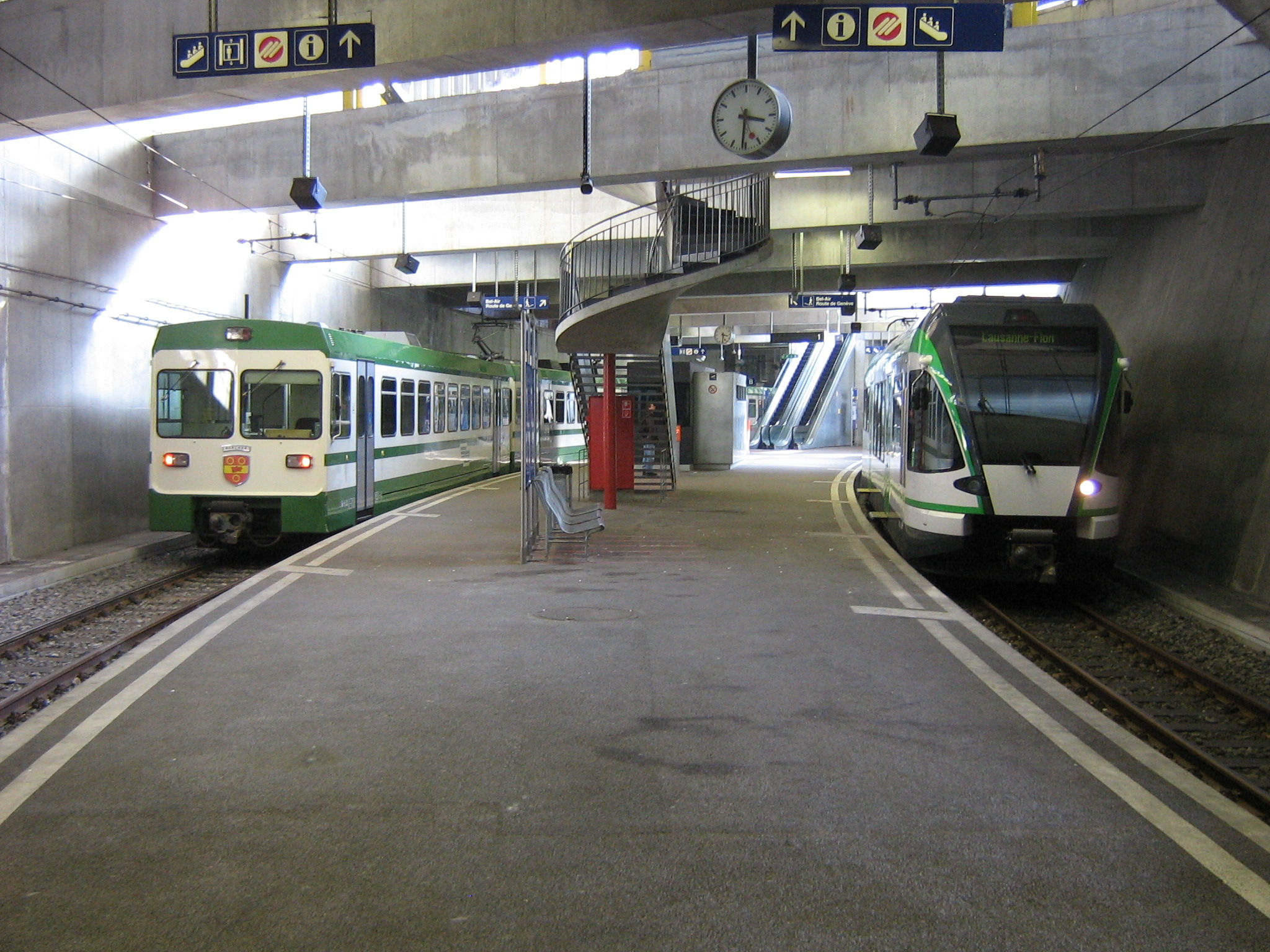
ローザンヌ・フロン駅でRBe4/8 41-46形と並ぶBe4/8 31-36形

- ローザンヌ-エシャラン-ベルヒャー鉄道の全線で旅客列車として運行されている、この路線は全長23.67km、最急勾配は60パーミルであるが、路線の大半が30パーミル以下の比較的平坦な路線で、スイス西部レマン湖畔で標高479mのローザンヌの市内に位置する、ローザンヌ・フロンの地下駅から標高617mのエシャランを経由して標高627mのベルヒャーに至る路線であり、ローザンヌ近郊では都市近郊鉄道のを構成する路線となっている。
- 1985年の31-33号機の導入後は1935-47年製のBDe4/4 21-25形が客車を牽引する列車を置き換え、1966年製のBe4/4 26-27形が牽引する列車とともに運行され、1991年の34-36号機の増備により輸送力を増強している。なお、BDe4/4 21-25形は歴史的車両として21号機が残るほか、25号機がAre4/4 25形食堂車に改造されて臨時列車用として運行されている。
- 2011年時点ではBe4/8 31-36形に加えて、2010年に導入されたシュタッドラー・レール製の新しい低床式電車であるRBe4/8 41-46形とともに主力として2両もしくは2編成重連の4両で運行されており、ローザンヌ - ベルヒャー間で運行され、ベルヒャー方面がローザンヌ発毎時00分発と30分発、ローザンヌ方面がベルヒャー発毎時16分発と46分発でどちらも所要39分となっているほか、朝晩など一部列車はローザンヌ - エシャラン方面の区間列車である。また、夏季ダイヤでは午前中にはローザンヌ方面へ、午後にはベルヒャー方面へ急行列車が設定されている。

## 同形機

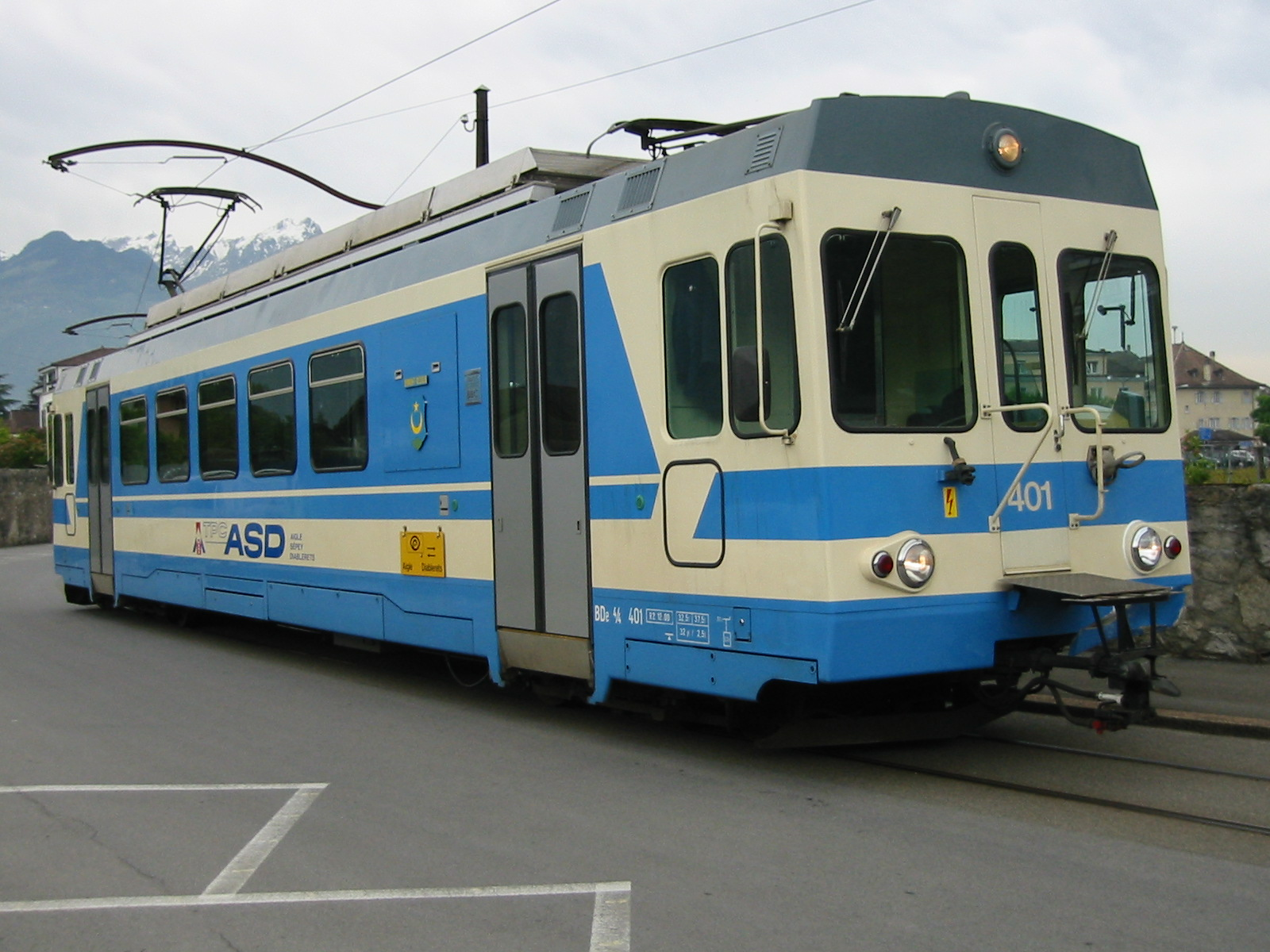
第2世代のエーグル-セペー-ディアブルレ鉄道BDe4/4 401号機

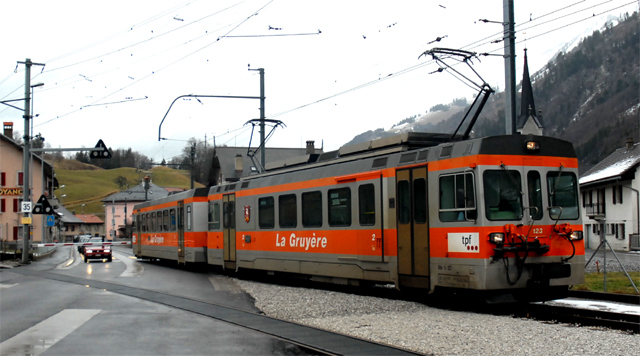
前面にロールボック牽引用連結器を備える第3世代のフリブール・グリュエール-フリブール-モラ鉄道BDe4/4 123号機と制御客車

- ACMVでは1987年以降1996年にかけて地方私鉄用の標準型電車として本形式と同じシリーズを生産しており、スイス各地で導入されている。車体はモジュール構造となっており、動力車および制御客車、片運転台および両運転台等のバリエーションがあるが、車体ができるだけ共通化されており、乗降扉間の客室大きさによって車体長を調整している。
- 製造時期によって第1から第3の3世代に分かれており、本形式を含む最初の生産シリーズである第1世代、前面など一部が変更となった第2世代、主に各形式の増備である最終生産シリーズである第3世代となっており、導入実績は以下のとおり。
- エーグル-オロン-モンテイ-シャンペリ鉄道[5]（現シャブレ公共交通[6]）
  - 動力車（第2世代）：BDeh4/4 501-503形501-502号機 - ラック式電車であり、車輪径が大きいため車体高が他車種よりも高い
  - 動力車（第3世代）：BDeh4/4 501-503形503号機 - 501-502号機の増備でほぼ同一仕様
  - 制御客車（第2世代）：Bt531-532形
- エーグル-セペー-ディアブルレ鉄道[7]（現シャブレ公共交通）
  - 動力車（第2世代）：BDe4/4 401-404形
- ニヨン-サン＝セルゲ-モレ鉄道[8]
  - 動力車（第1世代）：Be4/4 201-205形
  - 動力車（第3世代）：BDe4/4 211形 - Be4/4 201-204形の増備車、車内が一部荷物室化されている以外は原形と同一
  - 制御客車（第2世代）：Bt 301-305形
- ローザンヌ-エシャラン-ベルヒャー鉄道（本形式）
  - 動力車+制御客車（第1世代）：Be4/8 31-36形31-33号機 - 前面非貫通、動力車・制御客車の2両固定編成
  - 動力車+制御客車（第3世代）：Be4/8 31-36形34-36号機 - 31-33号機の増備でほぼ同一仕様
- フリブール・グリュエール-フリブール-モラ鉄道[9]（現フリブール公共交通[10]）
  - 動力車（第3世代）：BDe4/4 121-124形 - 前面下部にロールボック牽引用の棒連結器を装備する
  - 制御客車（第3世代）：Bt221-226形
- ヌーシャテル山岳鉄道[11]（現ヌーシャテル地域交通[12]）
  - 動力車（第3世代）：BDe4/4 6-8形 - 前面非貫通